# الکساندر لوکیانوف
الکساندر لوکیانوف (روسی: Александр Викторович Лукьянов؛ زادهٔ ۱۹ اوت ۱۹۴۹) قایقران روئینگ اهل اتحاد جماهیر شوروی سوسیالیستی بود.
وی در مسابقات کشوری و بین‌المللی در مجموع برندهٔ ۴ مدال طلا، ۳ مدال نقره، ۲ مدال برنز شده‌است.